# Hyloxalus excisus
Hyloxalus excisus – niezwykle słabo znany egzotyczny płaz bezogonowy z rodziny drzewołazowatych (Dendrobatidae), według obecnego stanu rzeczy uznawany za osobny gatunek, co się jednak może w przyszłości zmienić. Aby potwierdzić, że rzeczywiście mamy do czynienia z osobnym gatunkiem, a nie tylko podgatunkiem lub rasą, potrzebne są kolejne badania.

## Występowanie
Jest to kolumbijski gatunek endemiczny, niespotykany poza jej granicami. Znany jest tylko z miejsca typowego – Quebrada La Ayura w gminie Envigado w departamencie Antioquia, na wysokości 2200 m n.p.m.

## Rozmnażanie
Przypuszcza się, że postać larwalna (kijanka) rozwija się w środowisku wodnym.